# Stadio Yadegar-e-Emam
Lo stadio Yadegar-e-Imam (in persiano ورزشگاه یادگار امام تبریز‎), conosciuto anche come stadio Sahand (in persiano ورزشگاه سهند ‎), è uno stadio di calcio della città iraniana di Tabriz. 
Edificato nel 1989, fu inaugurato nel 1996. Ha una capienza di 68 833 posti a sedere, risultando il secondo stadio più capiente d'Iran dopo lo stadio Azadi, e fa parte del complesso olimpico di Tabriz. Ospita le partite casalinghe del Tractor.

## Storia
Lo stadio fu costruito nel 1989 per sostituire lo stadio Bagh Shomal, che dal 1979 ospitava le partite del Tractor. Fu inaugurato il 19 gennaio 1996 alla presenza del presidente dell'Iran, Ali Akbar Hashemi Rafsanjani, in occasione di una partita tra Tractor e Machine Sazi.
Tra il 2005 e il dicembre 2006 l'impianto fu dotato di 5 000 nuovi seggiolini e di un maxischermo e iniziò un'opera di riparazione per un costo di 350 milioni di toman, pari a circa 117 000 dollari, completata nell'ottobre 2010. Dal 2005 al 2006, durante il periodo in cui lo stadio era inagibile, il Tractor giocò allo stadio Bakeri (10 000 posti) i match di Lega Azadegan.